# Bothynoproctus
Bothynoproctus is een geslacht van kevers uit de familie van de loopkevers (Carabidae). De wetenschappelijke naam van het geslacht is voor het eerst geldig gepubliceerd in 1900 door Tschitscherine.

## Soorten
Het geslacht Bothynoproctus is monotypisch en omvat slechts de volgende soort:
- Bothynoproctus mattoensis Tschitscherine, 1900